# Wojciech Posadzki
Wojciech Posadzki – (ur. 15 stycznia 1927 w Wyszkowie, zm. 12 lutego 1989 w Gdańsku) – dziennikarz, komendant Hufca Gdańsk – Oliwa, uznawany za bohatera Chorągwi Gdańskiej ZHP

## Życie prywatne
Druh Wojciech urodził się 15 stycznia 1927 roku w Wyszkowie. Ojciec Adolf (1890–1971) był urzędnikiem skarbowym, matka Marianna z d. Sitkowska (1899–1975) prowadziła dom i wychowywała dzieci. Miał starszą siostrę Halinę Sobierajską (1921–1994), absolwentkę Liceum we Włocławku. Rodzina często zmieniała miejsce pobytu z powodu pracy zawodowej ojca Adolfa, kiedy ostatecznie osiadła w Ciechocinku. Naukę szkolną Wojciech rozpoczął w 1933 r. w Szkole Powszechnej w Rawie Mazowieckiej, później kontynuował naukę w Fabiankach pow. Lipnowski i w Dobrem pow. nieszawski. W 1939 roku, po ukończeniu 6 klasy szkoły podstawowej, miał rozpocząć naukę w gimnazjum w Ciechocinku, ale wojna zmieniła wszystkie plany. Musiał podjąć pracę zawodową. W latach 1941–1942 był pomocnikiem elektromontera w Warsztatach Uzdrowiska w Ciechocinku, a następnie pomocnikiem malarskim. W połowie 1943 roku został wywieziony do przymusowej pracy w Poznaniu w Fabryce Samolotów FOCKE – WULF. Po roku ciężkich robót, został zwolniony z powodu choroby i jesienią następnego roku powrócił do rodziców w Ciechocinku, gdzie szczęśliwie doczekał końca wojny. W kwietniu 1945 roku rozpoczął naukę w gimnazjum w Aleksandrowie Kujawskim, a od września 1946 roku kontynuował naukę w Gimnazjum i Liceum Ogólnokształcącym w Ciechocinku. W maju 1948 roku złożył egzamin dojrzałości, a po wakacjach, zatrudnił się jako wychowawca w Sanatorium ZUS. Jesienią 1949 roku rozpoczął studia na Wydziale Architektury Szkoły Inżynierskiej w Szczecinie. Po drugim semestrze studiów inżynierskich zrezygnował z nauki i przeniósł się do Krakowa. Został zatrudniony jako starszy referent techniczny przy budowie Nowej Huty. W październiku 1951 roku podjął studia dziennikarskie na Wydziale Filozoficzno – Historycznym Uniwersytetu Jagiellońskiego. Studia ukończył w 1954 roku i otrzymał skierowanie do pracy (nakaz pracy) jako dziennikarz do Rozgłośni Polskiego Radia w Gdańsku. Tu pracował przez całe zawodowe życie. Początkowo w Redakcji Wiadomości, później w Redakcji Wiejskiej i na koniec w Redakcji Publicystyki. W 1981 roku przeszedł na rentę inwalidzką z powodu poważnej choroby płuc (astmy oskrzelowej). Pracował także społecznie, w latach 1961–1968 był członkiem Rady Nadzorczej Spółdzielni Mieszkaniowej „Osiedle Młodych” obecnie „VII Dwór” we Wrzeszczu. W trudnej sytuacji mieszkaniowej Gdańska, wspierał instruktorów harcerskich w rozwiązywaniu problemów mieszkaniowych. W latach 1965–1969 był radnym Dzielnicowej Rady Narodowej Gdańsk – Wrzeszcz. W 1957 roku zawarł związek małżeński z Aliną Bogumiłą Kłosińską (1933), posiadającą średnie wykształcenie. Była zatrudniana w księgowości i w dziale socjalnym kilku gdańskich przedsiębiorstw budowlanych, obecnie jest emerytką. Mają dwóch synów: Jacek (1957), ekonomista, dyrektor Ocean Freight w DB Schenker Canada, mieszka w Kanadzie, Tomasz (1961) prawnik, adwokat był w latach 1994–1998 prezydentem Miasta Gdańska. Zmarł nagle na zawał serca 12 lutego 1989 roku i został pochowany na cmentarzu w Gdańsku Oliwie.

## Harcerstwo
Służbę harcerską rozpoczął we wrześniu 1945 roku w Drużynie im. Zawiszy Czarnego w Ciechocinku. Przyrzeczenie harcerskie złożył 15 sierpnia 1946 r. na ręce Arka Kamińskiego. W sierpniu 1946 roku zdobył stopień młodzika, złożył przyrzeczenie harcerskie i otrzymał krzyż harcerski. Na zimowisku – kursie drużynowych pełnił funkcję zastępowego, kurs ukończył w 1947 roku i objął funkcję drużynowego. Jako drużynowy był komendantem obozu techniczno – turystycznego w Karkonoszach. Zdobył kolejno pozostałe stopnie harcerskie do Harcerza Rzeczypospolitej włącznie oraz ukończył kurs Kierowników Akcji Letniej w Bydgoszczy w 1948 roku. Pełnił funkcję z-cy komendanta obozu Harcerskiej Służby Polsce Suchatówka w pow. Inowrocław. Jego predyspozycje dziennikarskie zauważono w harcerstwie w 1947 roku, powierzając mu funkcję sekretarza Hufca i referenta Harcerskiej Służby Informacyjnej Hufca II Nieszawa w Ciechocinku. W 1956 roku włączył się w odnowę struktur harcerstwa w Gdańsku. Przez 10 lat do 1967 roku pełnił funkcję komendanta Hufca Gdańsk – Oliwa. W tym czasie poprowadził kilka obozów hufca, ale zawsze wizytował wszystkie obozy swojego hufca. W 1962 roku otrzymał stopień harcmistrza, a w 1972 harcmistrza Polski Ludowej. Jako dziennikarz radiowy, poza swoją specjalnością i obowiązkami służbowymi, interesował się życiem harcerskim w Chorągwi. Zapraszał do studia na nagrania przedstawicieli najlepszych i ciekawych drużyn harcerskich, przygotowywał reportaże z obozów i ważnych uroczystości. Był lubianym i szanowanym instruktorem, nie tylko w swoim hufcu, ale w Trójmieście i wszędzie, gdzie dał się poznać jako instruktor. Cechowała go życzliwość i szacunek do ludzi, a osobista kultura budziła zaufanie. Był wzorem osobowości i autorytetem dla harcerzy. Był delegatem Chorągwi na III Zjazd ZHP w 1964 roku i pracował w Komisji Organizacyjnej Zjazdu. W ostatnich latach życia był członkiem Harcerskiego Kręgu Seniorów „Korzenie” Chorągwi Gdańskiej.

## Odznaczenia i ordery
- Krzyż za Zasługi dla ZHP 1967 r.
- Srebrny Krzyż Zasługi 1970 r.
- Złoty Krzyż Zasługi 1976 r.
- Krzyż Kawalerski Orderu Odrodzenia Polski 1985 r.
- Odznaka za Zasługi dla Gdańska 1962 r.
- Odznaka Zasłużony Ziemi Gdańskiej 1968 r.
- Honorowa Odznaka Komitetu ds. Radia i TV 1975 r.